# إد شافر
إدوارد توماس «إد» شافر (بالإنجليزية: Edward Thomas Schafer) (ولد في 8 أغسطس 1946) هو قائد أعمال أمريكي، وكان الحاكم الثلاثين لولاية داكوتا الشمالية من 1992 إلى 2000. شغل شافر أيضا منصب وزير الزراعة الأمريكي التاسع والعشرين من 2008 إلى 2009 في عهد الرئيس جورج دبليو بوش. تم تعيينه رئيسا مؤقتا لجامعة داكوتا الشمالية من يناير إلى يونيو 2016.